# 白寿绵
白寿绵（1935年—），中华人民共和国政治人物、外交官。
1991年，接替李凤林，担任中华人民共和国驻保加利亚大使。1995年，由陈德来接任。